# Œnôtres
Les Œnôtres (grec ancien : Οἴνωτρες, latin : Oínōtres) sont un peuple  antique de la péninsule italienne qui occupait le territoire qui correspond aux actuelles régions de la Basilicate et de la Calabre ainsi que le Cilento (province de Salerne). La tradition les dit originaires d'Arcadie. Vers le VIe siècle av. J.-C., ils sont absorbés par d'autres tribus italiennes.

## Descriptif
Denys d'Halicarnasse et d'autres historiens grecs présentent les Œnôtres comme des Arcadiens venus du Péloponnèse. Les Œnôtres auraient d'abord chassé ou assimilé des Sicules avant d'être chassés ou assimilés à leur tour par les Lucaniens apparentés aux Samnites au Ve siècle. D'après Pausanias le Périégète, ils devaient leur nom à Œnotros (en latin : Œnōtrus, -i), fils puiné de Lycaon (en grec ancien Λυκάων / Lykáôn, « loup ») et frère de Nyctimos (« nocturne »). Le poète latin Virgile rappelle que l'un de leurs rois, Italos, devint un législateur si apprécié pour sa justice et sa manière de gouverner, que son peuple appela ses territoires du nom d'« Italie » en son honneur, à sa mémoire.
D'après Denys d'Halicarnasse toujours, Lycaon, roi d'Arcadie, aurait eu vingt-deux fils et aurait divisé son royaume en autant de parts. N'étant pas satisfait de leurs parts respectives, deux frères, Œnotros (« riche en vin ») et Peucetios (« riche en beauté ») quittèrent le Péloponnèse pour s'établir en Italie. Des Arcadiens et d'autres Grecs les accompagnèrent. Ils équipèrent une flotte et traversèrent la mer Ionienne. Peucetios débarqua au « promontoire des Iapyges », première région de l'Italie qu'ils rencontrèrent, et s’y installa. C’est de lui que les habitants de cette région prirent le nom de Peucétiens. Mais Œnotros, avec une grande partie de l'expédition, parvint à la mer Ausonienne. Trouvant là beaucoup de terres convenant soit au pâturage soit au labourage, et pour la plupart inoccupées ou fort peu peuplées, il s'y installa. Il en chassa les habitants Sicules et construisit de petites villes contiguës les unes aux autres sur les montagnes. Le territoire qu'il occupa prit le nom d'Œnôtrie et ses habitants celui d'Œnôtres.
D'après l’Histoire naturelle de Pline l'Ancien, la Lucanie et le Bruttium, qui formaient la troisième région augustéenne d'Italie, auraient été occupés par les Pélasges, les Œnôtres, les Itales, les Morgètes, les Sicules, les Grecs surtout, et en dernier lieu par les Lucaniens, issus des Samnites et conduits par Lucius. En face de Vélie, les îles de Pontia et Ischia étaient connues sous le nom d'Œnotrides, et Pline l'Ancien y voyait la preuve que l'Italie avait été possédée par les Œnôtres. Enfin, le territoire que les Grecs appelèrent Messapie, de Messapius, le chef des Messapiens, aurait d'abord porté le nom de Peucétie, de Peucetios, le frère d'Œnotrus.
L’auteur grec Strabon nous rapporte dans sa Géographie que « avant l’arrivée des colonies grecques, c’est-à-dire à une époque où la nation lucanienne n’existait même pas encore, c’étaient les Chônes et les Œnôtres qui y dominaient ». Plus loin dans le même texte, il nous précise, en s’appuyant pour cela sur Antioche, que les Chônes constitueraient une subdivision, une tribu de ces Œnôtres, une « nation œnôtrienne déjà fort civilisée ». Aristote dans sa Politique semble confirmer cette origine œnôtre des Chônes.
Les Œnôtres avaient aussi la réputation d'être de grands cultivateurs de vigne et c'est peut-être l'étymologie de leur nom.
Parmi leurs cités, on connait Cosenza et Pandosia.